# K2
Der K2 (in China offiziell Qogir, tibetisch ཆོ་གོ་རི Wylie cho go ri, THDL Qokori. chinesisch 喬戈里峰 / 乔戈里峰, Pinyin Qiáogēlǐ Fēng) ist mit 8611 m der höchste Berg im Karakorum und nach dem Mount Everest der zweithöchste Berg der Erde. Der K2 gilt unter Bergsteigern als weit anspruchsvoller als der Mount Everest, wenn nicht sogar als der schwierigste aller vierzehn Achttausender. Gründe dafür sind die Abgelegenheit, die durchgehend steilen Routen, die höhere Lawinen- und Steinschlaggefahr, wechselhaftes Wetter, langanhaltende Stürme und schlechte Rückzugsmöglichkeiten bei Wetterwechseln. Die Rettung von Bergsteigern gilt als äußerst schwierig. Als zweithöchster Berg Asiens zählt er zu den Seven Second Summits.

## Lage
Der K2 liegt auf der Grenze zwischen Pakistan und China im Nordwesten des Karakorums.
Er gehört zum Gebirgsmassiv Baltoro Muztagh. Unmittelbar südlich erreichen drei Berge der Gasherbrum-Gruppe ebenfalls eine Höhe von über 8000 m, so dass es nirgendwo so viele Achttausender auf so geringer Fläche wie im Zentralen Karakorum gibt. Die Natur um den K2 wird auf pakistanischer Seite vom Zentral-Karakorum-Nationalpark geschützt.

## Namen

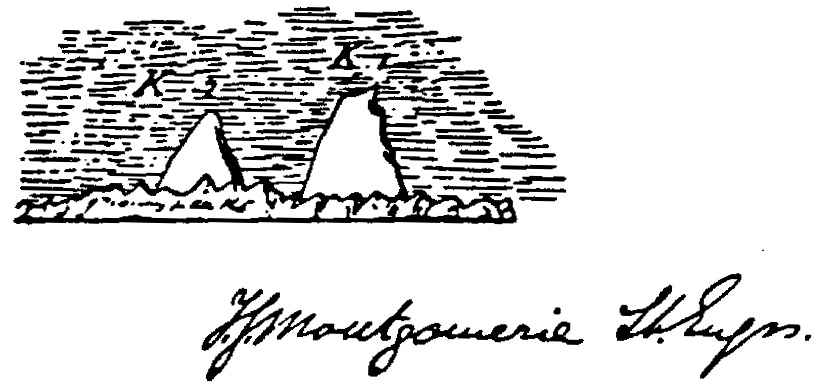
Originalzeichnung von Montgomerie

K2 (Urdu کے ٹو Ke Tu) ist der offizielle pakistanische Name des Berges. Diesen Namen erhielt der Berg von dem britischen Vermessungsingenieur Thomas George Montgomerie, der im Rahmen des Great Trigonometrical Survey 1856 die Gipfel im Karakorum vom ca. 200 km entfernten Haramukh aus kartierte und dabei der Reihe nach durchnummerierte (das K steht dabei für Karakorum). Dabei erhielt der ca. 30 km näher liegende Masherbrum als scheinbar höchster Berg die Bezeichnung „K1“. Schon bald konnten die britischen Vermesser den K2 als höchsten Berg der Region bestimmen.
Die Balti (das Volk, das die bewohnbaren Täler westlich des K2 besiedelt) nennen den Berg Ketu oder Kechu, abgeleitet vom englisch ausgesprochenen K two. Der amerikanische Linguist und Bergsteiger H. Adams Carter beobachtete, dass die Einheimischen Ketu inzwischen auch als Lehnwort zur Bezeichnung anderer sehr hoher Berge gebrauchen.
Lambha Pahar ist ein Name in der pakistanischen Amtssprache Urdu und bedeutet ‚hoher/großer Berg‘. Wie der offizielle chinesische Name Qogir leitet er sich ab von Chogori, dem angeblichen Namen des Berges in der Sprache der Balti. Der Name Chogori stammt jedoch von westlichen Forschern, die ihn zu Beginn des 20. Jahrhunderts erfanden, indem sie ihn aus den Wörtern chhogo ‚groß‘ und ri ‚Berg‘ zusammensetzten. Unter der einheimischen Bevölkerung fand er keine Akzeptanz. Carter empfahl 1983 im American Alpine Journal, von der Verwendung dieses Namens abzusehen.
Gelegentlich wird der Berg auch als Mount Godwin-Austen bezeichnet, benannt nach Henry Haversham Godwin-Austen, dem Leiter einer Expedition im Jahre 1856. Laut Carter wurde mit dem Namen Godwin Austen ursprünglich nur der Gletscher auf der Südostseite des Berges bezeichnet und dann in einigen Karten auch zur Bezeichnung des Berges verwendet.
Die Bezeichnung Dapsang findet sich als Name ebenfalls; der Zusammenhang mit dem etwa 150 km weit entfernten Dapsang-Plateau ist unklar.
Den K2 schmücken einige Beinamen. Während er im Englischen häufig als savage mountain ‚wilder/brutaler Berg‘ betitelt wurde, nannte z. B. Reinhold Messner ihn den „Berg der Berge“.

## Geologie
Der K2 besteht aus inhomogenen Graniten, Kalkstein und verschiedenen Metamorphiten wie schwarzem Phyllit oder Hornblendengneis.

## Besteigungsgeschichte

### Frühe Besteigungsversuche

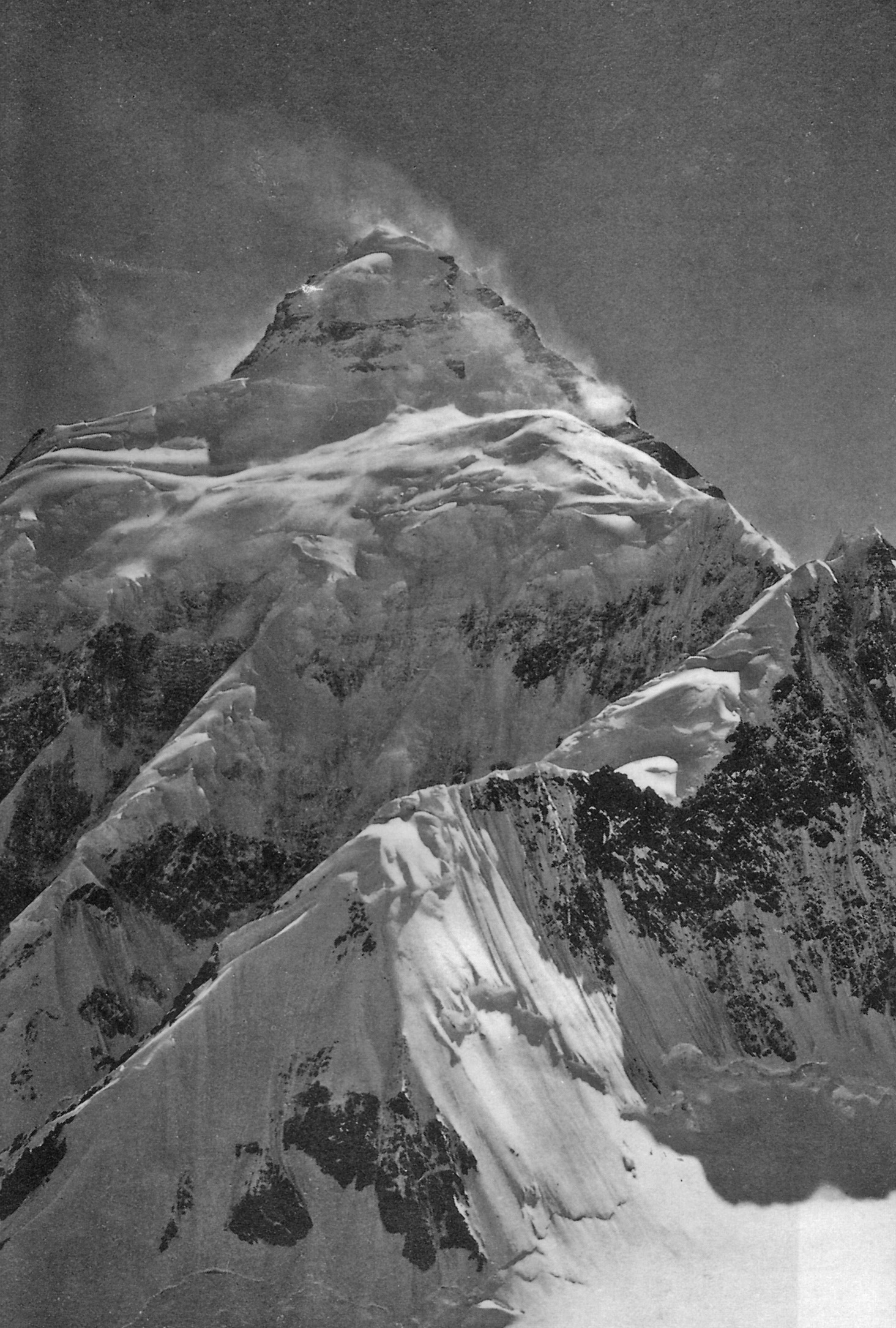
Ostseite des K2, aufgenommen 1909

Die ersten bekannten Menschen, die am K2 kletterten, waren Forscher wie Roberto Lerco (1890) und Bergsteiger wie William Martin Conway (1892), die nebenbei auch Forschung betrieben. Über ihre erreichte Höhe ist nichts bekannt. Der erste ernsthafte Besteigungsversuch wurde 1902 durch eine britisch-österreichische Expedition durchgeführt. Die Expedition wurde von Oscar Eckenstein geleitet. Zum Team gehörten die Österreicher Victor Wessely und Heinrich Pfannl, der Schweizer Arzt Jules Jacot-Guillarmod sowie der britische Ingenieur und Kunstsammler Guy Knowles, der die Expedition als Finanzier ermöglichte. Mit dabei war auch der exzentrische Brite Aleister Crowley, der zwar ein ausgezeichneter Bergsteiger war, ansonsten aber eher als Okkultist zweifelhaften Ruhm erwarb. Die Bergsteiger wandten sich vom Südostgrat, der ihnen für die Träger zu steil erschien, ab und dem Nordostgrat zu, scheiterten aber letztendlich an den Schwierigkeiten und dem schlechten Wetter. Die Expedition erkundete noch den Godwin-Austen-Gletscher und stieg zum Skyang La (‚Sattel der Winde‘, 6233 m) auf. Der höchste von Jules Jacot-Guillarmod und Wessely erreichte Punkt lag auf einer Höhe von etwa 6700 m. Pfannl überlebte knapp ein Lungenödem, nachdem er etliche Tage nach Ausbruch der ersten Symptome in tiefere Lagen abtransportiert worden war. Die verschiedentlich kolportierte Darstellung, wonach der malariafiebergeschüttelte Crowley auf einer Höhe von 20.000 Fuß hart am Rande des Abbruchs einen Revolver auf Knowles gerichtet habe, aber entwaffnet werden konnte, lässt sich aus den Aufzeichnungen der Expeditionsteilnehmer nicht belegen und ist mit hoher Wahrscheinlichkeit falsch. Von Jacot Guillarmod stammen die ersten Fotografien des K2.
Im Jahr 1909 erreichte eine italienische Expedition unter der Führung von Luigi Amedeo di Savoia, Herzog der Abruzzen, bei einem ersten Besteigungsversuch über den Südostgrat eine Höhe von etwa 6000 m. Diese heute meistbegangene Route am K2 ist als Abruzzengrat bekannt.
Zwanzig Jahre später führte der Herzog von Spoleto eine wissenschaftliche Expedition zum K2 durch, bei der sowohl die Südseite als auch die Nordseite des Berges erkundet wurden. Die Expedition verfolgte jedoch keine bergsteigerischen Ambitionen. Zu den Teilnehmern gehörte der Geologe Ardito Desio.

### Die Expeditionen von 1938, 1939 und 1953
Erst ab Mitte Juni 1938 wurde durch ein amerikanisches Team („First American Karakoram expedition to K2“) die Besteigung erneut versucht, wieder über den Abruzzengrat. Der Leiter der Expedition war Charles Houston. Bis zum 20. Juli 1938 wurden Lager bis in eine Höhe von 7530 m (Lager VII) angelegt. Dabei durchstiegen Robert Bates und William „Bill“ House in einer Höhe von ca. 6600 m erstmals eine klettertechnisch schwierige Passage mit einem etwa 45 Meter hohen und mit Eis gepanzerten Kamin, der heute als „House’s Chimney“ bezeichnet wird. Oberhalb von Lager VII wären eine weitere Präparation der Gipfelroute durch Fixseile und mindestens ein weiteres Lager notwendig gewesen, dafür fehlte der Expedition aber die notwendige Zeit und v. a. eine lang anhaltende Schönwetterperiode. Charles Houston und Paul Petzold wagten deshalb einen alleinigen Vorstoß zum Gipfel, bei dem Petzold eine Höhe von 7925 m erreichte. Houston und Petzold erkannten jedoch, dass vom Lager VII aus der Gipfel unmöglich erreicht werden konnte und kehrten um. Am 24. Juli 1938 erreichte die Expedition wieder das Basislager.

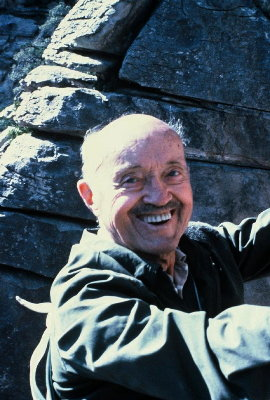
Fritz Wiessner (Foto von 1986) erreichte 1939 am K2 eine Höhe von 8380 Metern

Schon ein Jahr später weilte erneut eine amerikanische Expedition („Second American Karakoram expedition to K2“) unter Leitung von Fritz Wiessner im Basislager (Höhe 5000 m) und bereiteten über die Lagerplätze der Vorjahresexpedition den Aufstieg vor. Wiessner, Dudley Wolfe und der Sherpa Pasang Dawa Lama nahmen ab 14. Juli 1939 den Gipfelsturm in Angriff. Wolfe musste wegen seines großen Gewichts im tiefen und lawinengefährdeten Schnee jedoch allein zum Lager VIII (7710 m) zurückkehren. Wiessner und Pasang Dawa Lama stiegen über das Lager IX (7990 m) weiter zum Gipfel auf und erreichten am 19. Juli 1939 gegen 18:30 Uhr abends eine Höhe von 8380 m. Vom Gipfel trennten sie nur noch 230 Höhenmeter. Wiessner wäre in einbrechender Nacht auf der relativ einfachen Gipfelpassage mit dem Risiko eines Biwaks weitergegangen, aber sein Seilpartner Pasang Dawa Lama hielt ihn auf und wollte, vermutlich aus religiösen Bedenken, im Dunklen nicht hoch auf den Gipfel. Wiessner wollte seinen Partner nicht alleinlassen und willigte in den Abstieg ein, wollte aber später wiederkommen. Beim Abstieg gingen Lamas Steigeisen verloren, sodass ein weiterer Besteigungsversuch am 21. Juli 1939 scheiterte.
Einen Tag später gelangten sie wieder zu dem in Lager VIII wartenden Wolfe und stiegen zu dritt ins Lager VII ab. Hier stellten sie fest, dass das Lager von den weiter unten verbliebenen Expeditionsteilnehmern von Reserveschlafsäcken, Luftmatratzen und dem größten Teil der Vorräte bereits geräumt war, da man von einem Scheitern des Gipfelansturms und aufgrund von Lawinenspuren unweit von Lager VIII vom Tod von Wiessner, Wolfe und Pasang Dawa Lama ausgegangen war. Während Wolfe, der beim Abstieg zum Lager VII gestürzt war (und wohl auch an der Höhenkrankheit litt), hier zurückblieb, stiegen Wiessner und Pasang Dawa Lama weiter ab, stellten aber zu ihrem Entsetzen bei allen anderen Lagern ebenfalls fest, dass diese bereits geräumt waren. Unter unsäglichen Umständen, in Schlafmangel und Erfrierungsgefahr erreichten sie völlig erschöpft am 24. Juli 1939 wieder das Basislager. Von hier brachen umgehend mehrere Sherpas zu dem in Lager VII wartenden Wolfe auf und erreichten ihn am 29. Juli 1939 in völlig apathischen Zustand. Wolfe verweigerte jedoch den Abstieg bzw. war zu diesem auch selbst gar nicht mehr in der Lage. Drei Sherpas stiegen am 31. Juli 1939 erneut zu Wolfe auf, blieben aber seitdem verschollen. Ein weiterer Rettungsversuch von Wiessner und Pasang Dawa Lama musste am Lager 2 in einer Höhe von 5880 m aufgrund eines Schneesturmes abgebrochen werden. Weder Wiessner noch Pasang Dawa Lama haben je wieder die Höhe von 8380 m erreicht.
Im Juni 1953 versuchte eine amerikanische Expedition („Third American Karakoram expedition to K2“) unter Charles Houston, der bereits das Team von 1938 leitete, erneut die Besteigung. Bis Anfang August wurden verschiedene Lager bis in eine Höhe von ca. 7.800 Meter (Lager VIII) angelegt. Schlechtes Wetter verzögerte den endgültigen Gipfelangriff, so dass aufgrund des bereits langen Aufenthalts in großen Höhen ein Abbruch der Expedition erwogen wurde. Am 7. August 1953 erlitt Arthur Gilkey einen Zusammenbruch infolge Thrombose (und vermutlich auch Lungenembolie), so dass sich das Team zum Abbruch und zum Abstieg entschied. Der bewegungsunfähige Gilkey wurde in einem Schlafsack verpackt abgeseilt, starb jedoch bei einem Lawinenabgang. Die überlebenden sechs Expeditionsmitglieder erreichten am 15. August 1953 wieder das Basislager. Gilkeys sterbliche Überreste wurden 1993 entdeckt.
Ebenfalls 1953 unternahmen Riccardo Cassin und Ardito Desio eine Forschungsexpedition, um weitere Expeditionen vorzubereiten.

### Erste Besteigung

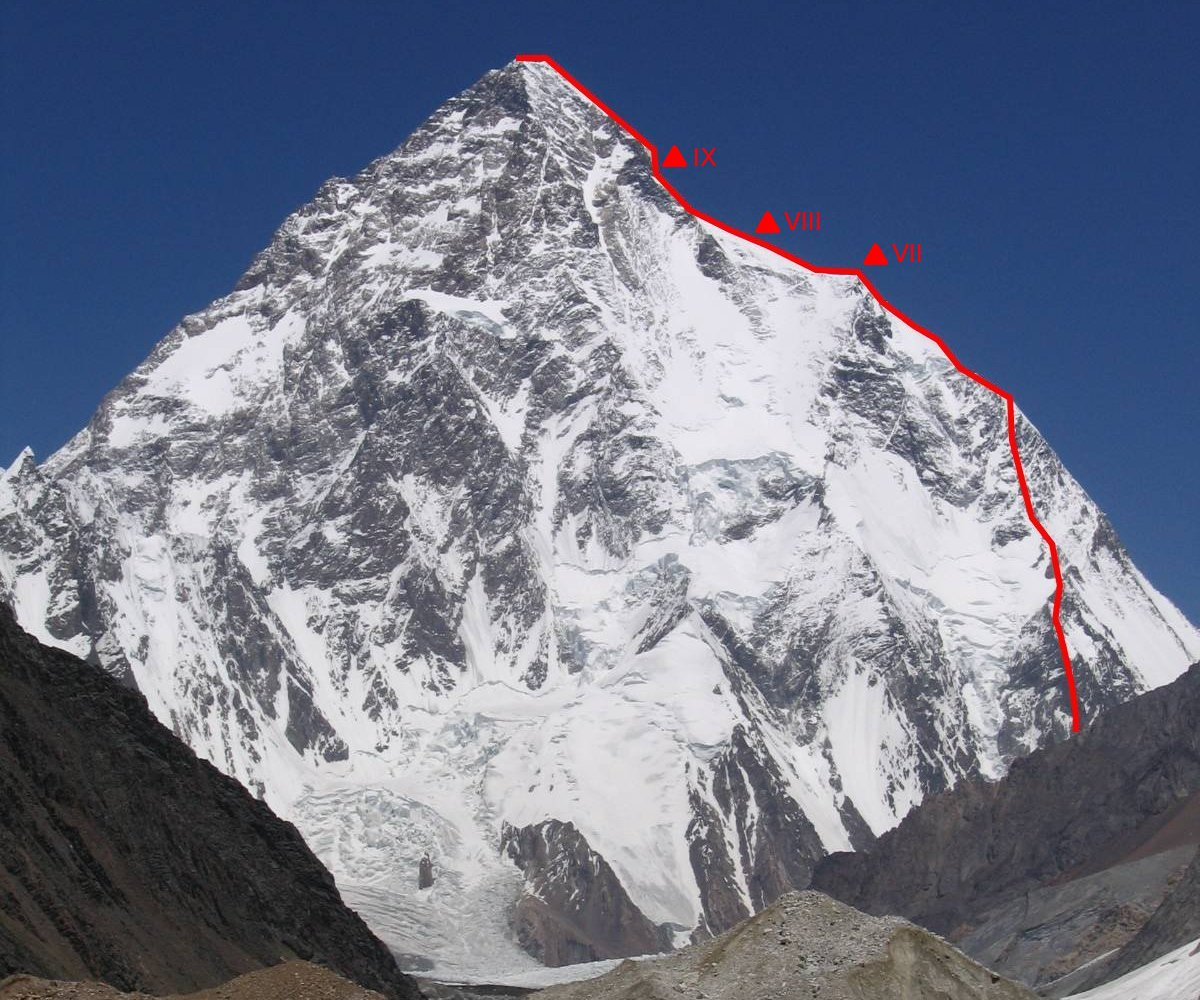
Route der ersten Besteigung mit Hochlagern

Die erste erfolgreiche Besteigung fand am 31. Juli 1954 durch Achille Compagnoni und Lino Lacedelli statt, die Teil einer großen italienischen Expedition waren. Die Expedition wurde von Ardito Desio geleitet, der bereits 1929 und 1953 zu Forschungszwecken am K2 war. Mit dem Gipfelerfolg war ein Skandal verbunden: Walter Bonatti und der pakistanische Hunzukuc-Träger Amir Mehdi, die beim Aufstieg entscheidende Hilfe leisteten, wurden mutwillig in Todesgefahr gebracht und überlebten nur mit Glück.
Es war vereinbart worden, dass Bonatti und Mehdi Sauerstoffflaschen in ein Zeltlager auf 8100 Meter Höhe bringen sollten. Als die beiden an der vereinbarten Stelle ankamen, mussten sie feststellen, dass ihre Bergsteigerkollegen das vereinbarte Zeltlager unabgesprochen verlegt hatten, so dass es für sie unerreichbar geworden war. Vermutlich fürchtete Compagnoni, dass der jüngere und fittere Bonatti ihm bei der Gipfelbegehung den Ruhm hätte streitig machen können. Da es bereits Abend war, war ein Abstieg nicht mehr möglich. Die beiden mussten daher in 8100 Metern Höhe ohne Zelt biwakieren. Insbesondere Mehdi zog sich aufgrund seiner unzureichenden Bekleidung schwere Erfrierungen zu. Sie stiegen am folgenden Tag ab, ohne auf dem Gipfel gewesen zu sein. Dabei ließen sie die Sauerstoffflaschen zurück, die ihre Kollegen anschließend nutzten.
Mehdi mussten alle erfrorenen Zehen amputiert werden, er verbrachte acht Monate im Militärhospital von Rawalpindi. Bonatti zeigte sich nach dieser Erfahrung menschlich tief enttäuscht und wurde bei zukünftigen Bergbesteigungen zum Einzelgänger.

### Weitere Besteigungen
In den folgenden Jahren wandten sich viele Bergsteiger zunächst den noch nicht bestiegenen 8000ern zu. Erst 1960 wurde die erneute Besteigung des K2 versucht, die aber scheiterte. In den folgenden 15 Jahren war eine Besteigung nicht möglich, denn infolge der Entwicklungen, die zum Zweiten Indisch-Pakistanischen Krieg führten, sperrte die pakistanische Regierung von 1961 bis 1974 das Karakorumgebirge. Erst 1975 und 1976 wurden weitere Versuche unternommen. Die zweite Besteigung gelang einer japanischen Expedition im Jahr 1977 auf dem Weg der Erstbesteiger.
Die erste Besteigung ohne Zuhilfenahme von Flaschensauerstoff gelang dem US-Amerikaner Louis Reichardt am 6. September 1978 – etwa vier Monate nach der ersten Besteigung des Mount Everest ohne zusätzlichen Sauerstoff durch Reinhold Messner und Peter Habeler. Reichardt und sein Seilpartner James Wickwire führten eine geringe Menge Sauerstoff mit sich, die sie nur, wenn nötig, im letzten Teil des Aufstiegs verwenden wollten. Während Wickwire ab etwa 8000 m Höhe seine Sauerstoffausrüstung nutzen konnte, versagte bei Reichardt das Atemgerät. Reichardt ließ es zurück, stieg weiter und erreichte mit Wickwire zusammen den Gipfel. Am nächsten Tag war die zweite Seilschaft der Expedition, bestehend aus Rick Ridgeway und John Roskelly, ebenfalls ohne den Rückgriff auf die Sauerstoffausrüstung erfolgreich. Die Route der Amerikaner führte über den Nordostgrat (nordöstlich des Abruzzen-Grates) zur Schulter und weiter zum Gipfel. Die Expedition wurde von Everest-Veteran James Whittaker geleitet.
Am 23. Juni 1986 erreichte Wanda Rutkiewicz als erste Frau den Gipfel, am selben Tag nach ihr auch Liliane Barrard, die aber zusammen mit ihrem Ehemann Maurice Barrard beim Abstieg tödlich verunglückte. Lilianes Leiche wurde später am Fuß der Südwand geborgen, die Leiche ihres Mannes wurde erst 1998 gefunden. Im Jahr 1986 kamen insgesamt 13 Bergsteiger um, die meisten aufgrund schwierigster Wetterverhältnisse Anfang August.
Am 8. Juli 1986 erreichten Jerzy Kukuczka und Tadeusz Piotrowski erstmals den Gipfel über die damals noch unbestiegene Südwand. Sie waren Teilnehmer einer von Karl Maria Herrligkoffer geleiteten Expedition. Diese neue Aufstiegsroute stellt eine der größten Herausforderungen am K2 dar, weil sie äußerst schwierig und extrem gefährlich ist. Bis heute konnte kein anderer Bergsteiger diese Route – von Reinhold Messner als selbstmörderisch bezeichnet – wiederholen.
Mit Julie Tullis hatte Kurt Diemberger am 4. August 1986 den Gipfel des K2 erreicht. Der Abstieg vom K2 entwickelte sich aufgrund eines mehrtägigen Sturms zu einer Tragödie. Tullis starb in der Nacht vom 6./7. August nach einem Sturz und einem Freibiwak in 8350 Metern an Erschöpfung und Dehydratation nachts im Zelt auf der K2-Schulter, und noch vier weitere Bergsteiger aus mehreren gleichzeitig am Berg aktiven Teams kamen ums Leben. Nur Kurt Diemberger und Willi Bauer konnten mit letzter Kraft den Abstieg bewältigen.

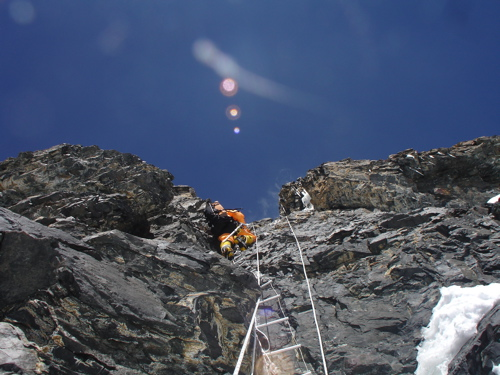
Verwendung einer Strickleiter zur Überwindung einer Felswand auf der Abruzzi-Route

Die erste Besteigung des K2 im sogenannten Alpinstil, bei dem neben dem Verzicht auf Sauerstoffflaschen auch auf das Präparieren der Route mit Hochlagern und Fixseilen verzichtet wird, gelang erst 1991. Die beiden Franzosen Pierre Beghin und Christophe Profit erreichten den Gipfel am 15. August 1991 über einen Aufstiegsweg, bei dem sie verschiedene Routen auf dem Nordwestgrat und in der Nordwand durch Traversen miteinander verbanden.
Am 2. Oktober 2007 bestiegen Denis Urubko und Sergei Samoilow den K2 von der Nordseite aus. Nie zuvor war der Gipfel zu einem so späten Zeitpunkt im Jahr erreicht worden.
Am 1. August 2008 ereignete sich am K2 das bisher größte Unglück – an diesem Tag und in der darauffolgenden Nacht starben insgesamt elf Bergsteiger in relativer Gipfelnähe. Ein Bergsteiger stürzte beim Aufstieg im Bereich des Flaschenhalses etwa 200 Meter in die Tiefe. Bei der gleich darauf vom Hochlager IV eingeleiteten Bergungsaktion stürzte ein helfender einheimischer Bergsteiger in den Tod. Später am selben Tag löste sich oberhalb des Flaschenhalses eine große Eislawine und tötete mehrere Bergsteiger beim Gipfelversuch. Dadurch wurde einigen Bergsteigern, die davor schon auf dem Gipfel waren, der Rückweg an dieser Stelle abgeschnitten, da die Eislawine alle Fixseile und Verankerungen mitgerissen hatte. Vier Bergsteiger überlebten die Nacht und konnten gerettet werden; die übrigen Bergsteiger sind vermutlich in einer Höhe von über 8200 m nachts beim ungesicherten Abstieg abgestürzt oder erfroren. Die elf Toten waren drei koreanische, ein französischer, ein norwegischer, ein serbischer und ein irischer Bergsteiger (er war der erste Ire auf dem Gipfel des K2) sowie zwei nepalesische Sherpas und zwei pakistanische Hochträger.
Am 23. August 2011 erreichte die Österreicherin Gerlinde Kaltenbrunner den Gipfel des K2 über die Nordseite und war damit die erste Frau, die alle Achttausender ohne Zuhilfenahme von zusätzlichem Sauerstoff bestiegen hat.
Im Sommer 2014 bestiegen Dawa Yangzum Sherpa, Pasang lhamu Sherpa Akita und Maya Sherpa den K2, sie waren das erste ausschließlich weibliche Team aus Nepal, denen eine erfolgreiche Besteigung geglückt ist.
Am 22. Juli 2018 war Andrzej Bargiel der weltweit erste Mensch, der vom Gipfel des K2 zum Basislager fuhr, ohne die Skier abzunehmen.
Am 25. Juli 2019 erreichte Anja Blacha als erste deutsche Frau den Gipfel des K2; auch ihre Besteigung erfolgte ohne Zuhilfenahme von Flaschensauerstoff. Wenige Stunden zuvor am selben Tag gelang Herbert Hellmuth als insgesamt siebtem Deutschen der Aufstieg zum Gipfel. Zuletzt hatte 1994 mit Ralf Dujmovits ein Deutscher auf dem K2 gestanden.
Am 16. Januar 2021 wurde der Gipfel des K2 durch ein Team von zehn Sherpas als letzter der 14 Achttausender erstmals im Winter bestiegen. Zur erfolgreichen Mannschaft gehörten Nirmal Purja, Gelje Sherpa, Mingma David Sherpa, Mingma Gyalje Sherpa, Sona Sherpa, Mingma Tenzi Sherpa, Pem Chhiri Sherpa, Dawa Temba Sherpa, Kili Pemba Sherpa und Dawa Tenjing Sherpa. Am selben Tag verunglückte der spanische Bergsteiger Sergi Mingote beim Abstieg vom Lager I ins vorgeschobene Basislager tödlich.
Am 27. Juli 2023 starb der 27 Jahre alte pakistanische Bergträger Mohammed Hassan in etwa 8300 Metern am Berg. Er war von dem pakistanischen Expeditionsausrüster Lela Peak angeheuert worden, aber von diesem weder ausreichend trainiert noch ausgerüstet worden, um in dieser Höhe zu arbeiten. Aufgrund der Überforderung stürzte er in einer Engstelle und blieb in den Seilen hängen. Weder sein eigenes Team noch andere Teams unternahmen ernsthafte Rettungsversuche. Unter den Bergsteigern, die an dem sterbenden Hassan vorbeiging, war auch die Norwegerin Kristin Harila, die mit der Besteigung des K2 alle Achttausender vervollständigte. Harilas Verhalten wurde stark kritisiert, sie gab hingegen an, ihr Team hätte versucht Hassan zu helfen.
Am 28. Juli 2024 bestieg der italienische Bergsteiger Tommaso Lamantia den K2. Der 42-jährige Bergsteiger, der Mitglied der CAI-Expedition Biella ist, kletterte allein und ohne zusätzlichen Sauerstoff.

## Statistik

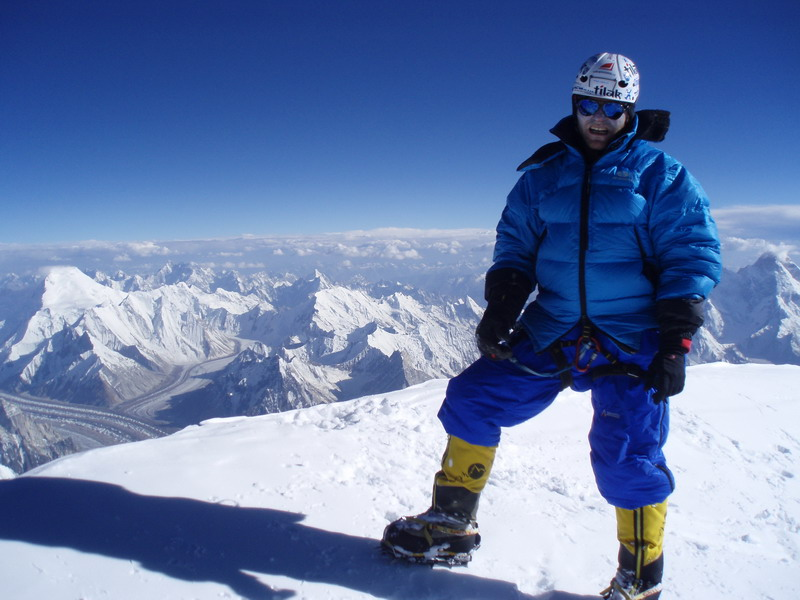
Der Tscheche Libor Uher auf dem Gipfel des K2, links Chogolisa, rechts Masherbrum

Stand April 2025 standen ca. 800 Bergsteiger auf dem Gipfel des K2. Bei Besteigungen und Versuchen kamen dabei insgesamt 96 Menschen am K2 ums Leben. Die Sterberate (Todesfälle / erfolgreiche Besteigungen) betrug 2023 ca. 13 %. Zwei Jahre zuvor (2021) betrug diese noch ca. 25 %.
Das bisher größte Unglück war die K2-Tragödie 2008.

### Routen

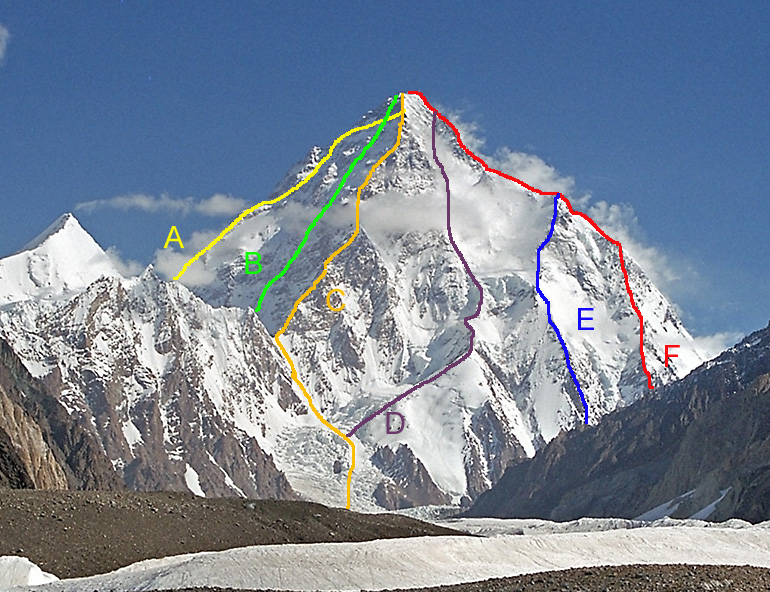
Routen auf der Südseite (v. l. n. r.):
A: Westgrat; B: Westwand; C: Südsüdwestpfeiler; D: Südwand; E: Südsüdostgrat; F: Südostgrat

| Route                                    | Erstmals begangen |
| ---------------------------------------- | ----------------- |
| Südostgrat (Abruzzi-Sporn)               | 1954              |
| Nordostgrat zur Abruzzi-Route            | 1978              |
| Westgrat                                 | 1981              |
| Nordgrat                                 | 1982              |
| Nordwestwand zum/zur Nordrücken/Nordwand | 1990              |
| Nordwestgrat zum Nordrücken              | 1991              |
| Südsüdostgrat zur Abruzzi-Route (Česen)  | 1994              |
| Südwand                                  | 1986              |
| Südsüdwestpfeiler                        | 1986              |
| Westgrat/-wand Variation                 | 1997              |
| Westwand                                 | 2007              |

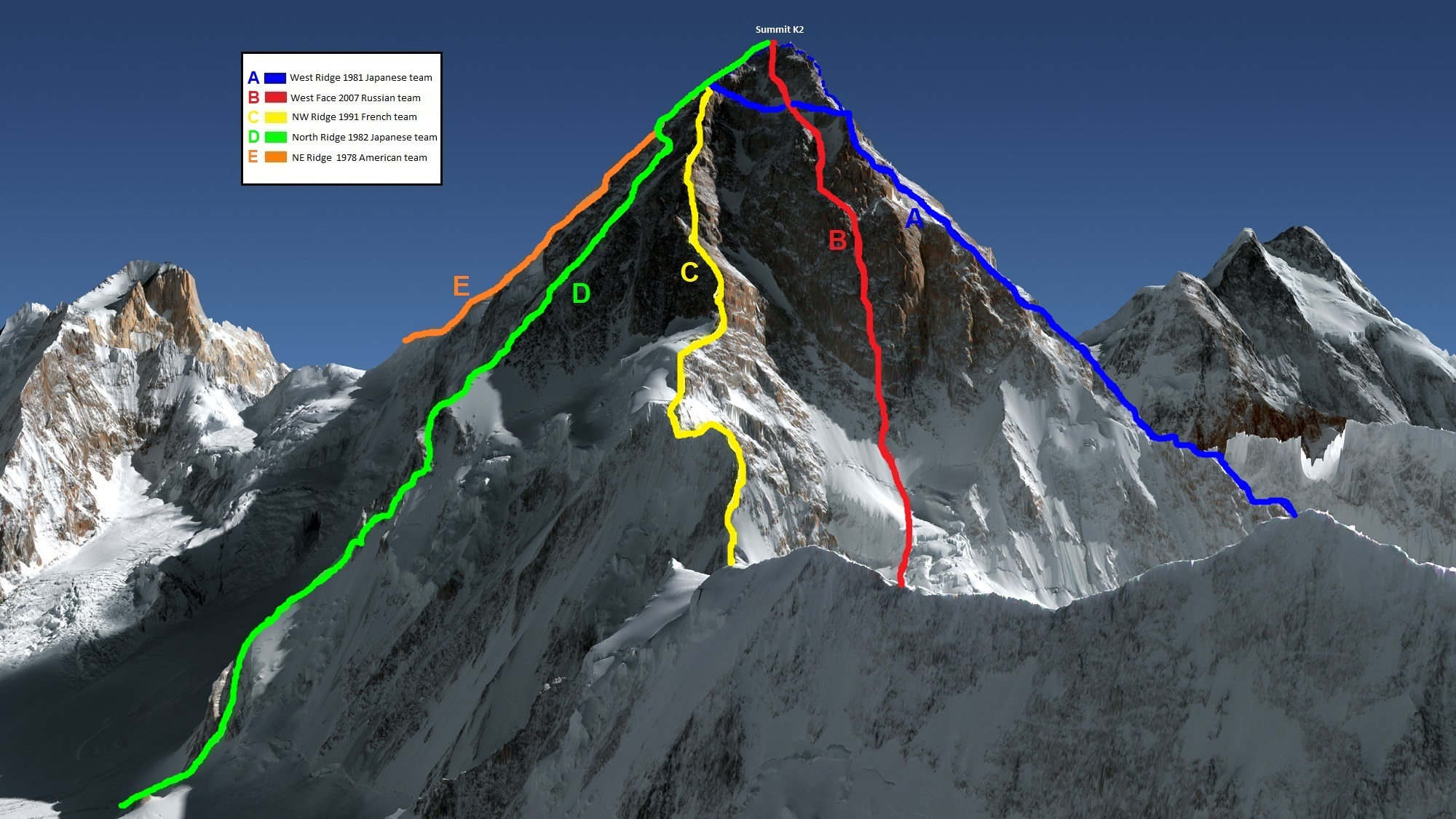
Routen auf der Nordseite (v. r. n.l.):
A: Westgrat; B: Westwand; C: Nordwestgrat; D: Nordgrat; E: Nordostgrat

Die meistbegangene Route ist der Weg der Erstbesteiger über den Südostgrat (Abruzzi-Sporn). Dieser Weg führt anschließend auf die Schulter (etwa 7900 m). Diese Schulter ist auch über die Česen-Route zu erreichen. Von hier wird üblicherweise der Gipfel in Angriff genommen.

## Dokumentar- und Spielfilme
- K2 – A cry from the top of the world. 2009.
- Robert Campos, Donna LoCicero: Disaster on K2. 2009[33]
- Nick Ryan: The Summit – Gipfel des Todes. 2012. Dokumentarfilm über das Unglück 2008, bei dem 11 Bergsteiger ums Leben kamen.[34]
- Adrian Ballinger: Breathtaking: K2 – The World's Most Dangerous Mountain. In: YouTube. 2020. (Video; 44:39 min; englisch)
- Andrzej Bargiel – K2: The Impossible Descent 2020[25]

Eine Besteigung des K2 wurde 1991 in dem Film K2 – Das letzte Abenteuer mit Michael Biehn und Matt Craven in den Hauptrollen verfilmt. Die fiktive Handlung des Films Vertical Limit aus dem Jahr 2000 spielt ebenfalls am und auf dem K2, wurde aber am Aoraki/Mount Cook in Neuseeland gedreht. Im Film Sub Zero – Unter Null aus dem Jahr 2005 gilt es, die Fernsteuerung einer Satellitenwaffe auf dem Gipfel des K2 zu deaktivieren. Gedreht wurde das B-Movie von Jim Wynorski allerdings nicht am K2, sondern in Kanada.

### Musik
- Don Airey: K2 – Tales of Triumph and Tragedy. 1989.